# والتر ديتريش
والتر ديتريش (24 ديسمبر 1902 بسويسرا - 27 نوفمبر 1979) هو مدرب كرة قدم ولاعب كرة قدم سويسري في مركز الهجوم، شارك في الألعاب الأولمبية الصيفية 1928 والألعاب الأولمبية الصيفية 1924. وشارك مع منتخب سويسرا لكرة القدم. أما مع النوادي، فقد لعب مع آينتراخت فرانكفورت ونادي بازل ونادي سيرفيت.

## وصلات خارجية
- والتر ديتريش على موقع الاتحاد الدولي (مؤرشف)  (الإنجليزية)
- والتر ديتريش على موقع قاعدة بيانات كرة القدم.إي يو (الإنجليزية)
- والتر ديتريش على موقع ناشيونال فوتبول تيمز (الإنجليزية)
- والتر ديتريش على موقع عالم كرة القدم.نت (الإنجليزية)
- والتر ديتريش على موقع أوليمبيديا (الإنجليزية)